# Karl Friedrich Ludwig von Lobenthal
Karl Friedrich Ludwig von Lobenthal (né le 20 avril 1766 à Quedlinbourg et mort le 14 mars 1821 à Magdebourg) est un général de division prussien.

## Biographie

### Origine
Ses parents sont Friedrich Ludwig von Lobenthal (mort en 1771) et son épouse Veronika Elisabeth, née von Wulffen (1746-1828)

### Carrière militaire
Lobenthal rejoint le 27e régiment d'infanterie (de) le 1er avril 1780 en tant que caporal privé. Là, il devint enseigne portepee le 8 septembre 1782 et enseigne le 6 août 1783. À ce titre, il participe à la campagne de Hollande de 1787. Le 19 avril 1788, il devient sous-lieutenant et participe à la guerre de la première coalition en 1792/95. Il combat dans les batailles de Vicogne, Kaiserslautern, Valenciennes et Saint-Amand ainsi que dans les batailles de Schwalm, Famars, Saint-Imbert, Sarrebruck et Johanniskreuz. Le 11 décembre 1793, Lobenthal reçoit l'Ordre Pour le Mérite et devient premier lieutenant à la mi-juin 1794. Le 22 janvier 1799, il est promu capitaine d'état-major et le 23 novembre 1802, il est promu capitaine et commandant de compagnie. Pendant la guerre de la Quatrième Coalition, Lobenthal combat dans la bataille d'Auerstedt et dans la bataille de Nordhausen. Après la capitulation de Lübeck, il est mis inactif.
Après la paix de Tilsit, il devient major dans le régiment d'infanterie de la Garde le 12 novembre 1808. Le 5 janvier 1810, il est nommé commandant du 3e bataillon. En raison de sa mauvaise santé, Lobenthal bénéficie de deux mois de congé à demi-salaire à partir du 27 mai 1810 pour se rétablir à Carlsbad. Le 15 juin 1812, il est chargé de diriger le 1er régiment d'infanterie de Prusse-Orientale et deux jours plus tard, il est nommé commandant de cette unité. Le 25 avril 1813, il est promu lieutenant-colonel et le 8 septembre 1813 colonel. Pendant la camapgne d'Allemagne, il a participé aux batailles de Danigkow, aux batailles de Katzbach et de Leipzig ainsi qu'à la traversée près de Wartenburg. Lobenthal est blessé près de Leipzig et obtient la croix de fer de première classe et l'ordre de Saint-Vladimir à Wartenburg.
Le 30 mai 1814, il est promu major général avec un brevet daté du 6 avril 1814. En raison de sa santé défaillante, il obtient un congé de deux mois le 4 juillet 1814 et passe son temps à Teplitz. Pendant cette période, il est nommé commandant de brigade du 1er corps d'armée le 10 août 1814. Le 18 janvier 1815, il est transféré dans la Marche comme commandant de brigade et le 10 avril 1815, il rejoint le 1er corps d'armée comme chef de brigade. Le 27 septembre 1815, il rejoint en tant que commandant la 4e brigade et de là le 10 janvier 1816 comme commandant de la 8e brigade et comme commandant de la 7e division d'infanterie le 13 mars 1816.
Le 11 juin 1816, il bénéficie de nouveau d'un congé de deux mois pour des traitements à Carlsbad et Teplitz. Le 16 janvier 1816, il reçoit du roi l'ordre de l'Aigle rouge de 3e classe et le 16 mai 1818 autorisation de porter l'ordre de la maison du Lion d'Or. Le 24 mai 1820, il est chargé de gérer les affaires en tant que premier commandant de la forteresse de Magdebourg. À ce titre, il reçoit l'ordre de l'Aigle rouge de 2e classe avec des feuilles de chêne. Dès 1816, il loue la maison située Domplatz 5 (de) à Magdebourg. Il décède le 14 mars 1821 à Magdebourg.

### Famille
Lobenthal se marie avec Sophie Luise Friederike von Itzenplitz (1768-1841) de la branche de Grieben le 21 octobre 1793. Le couple a les enfants suivants :
- Karl Friedrich (1799-1872), lieutenant-colonel prussien marié avec Wilhelmine Kurzius (1814-1900)
- Eduard (1802-1854), sous-lieutenant prussien
- Lisette (née en 1804), décédée célibataire